# Smithkort
Et Smithkort er et hjælpemiddel til grafisk fremstilling af RF forhold i et elektrisk kredsløb. Det anvendes ofte til løsning af impedans-tilpasnings problemer i transmissionslinjer.
- Wikimedia Commons har flere filer relateret til Smithkort

| Elektronik | Spire Denne artikel om elektronik er en spire som bør udbygges. Du er velkommen til at hjælpe Wikipedia ved at udvide den. |